# Jerzmanowice-Przeginia
Jerzmanowice-Przeginia est une gmina rurale du powiat de Cracovie, Petite-Pologne, dans le sud de la Pologne. Son siège est le village de Jerzmanowice, qui se situe environ 22 km au nord-ouest de la capitale régionale Cracovie.
La gmina couvre une superficie de 68,39 km2 pour une population de 10 432 habitants.

## Géographie
La gmina inclut les villages de Czubrowice, Gotkowice, Jerzmanowice, Łazy, Przeginia, Racławice, Sąspów et Szklary.
La gmina borde les gminy de Krzeszowice, Olkusz, Skała, Sułoszowa, Wielka Wieś et Zabierzów.